# Титулярний престол Феодосії
Титулярний Престол Феодосії (лат . Theodosiensis) — закрита титулярна кафедра католицької церкви.
Евбель ототожнює це місце з римським містом Теодосією в Понт-Еузіні, в районі Тавриди, сучасного Кримського півострова. Пізніше місто отримало назву Кафа, Кефе, а з 1787 року — Феодосія.
Хронотаксис титулярних єпископів Феодосії інтегрований і завершений з хронотаксисом Каффи.

## Хронотаксис титулярних архієпископів
- Анджей Вільчинський † (помер 13 жовтня 1608 — липня 1627)
- Анджей Гембіцький † (10 січня 1628 — 19 квітня 1638 призначений єпископом Луцька)
- Ян Мадалинський † (16 квітня 1640–1644 помер)
- Доменіко де 'Маріні † (2 грудня 1669 — 27 квітня 1676 помер)
- Франческо де 'Маріні † (27 квітня 1676–1700 помер)
- Улісс Джузеппе Гоццадіні † (8 вересня 1700 — 15 квітня 1709 призначений кардиналом-пресвітером Святого Хреста в Єрусалимі)
- Доменіко Заулі † (помер 6 травня 1709 — 1 березня 1722)
- Просперо Лоренцо Ламбертіні † (12 червня 1724 — 20 січня 1727 призначений архієпископом, особистим титулом, Анкони і Нумани, пізніше обраний Папою на ім'я Бенедикт XIV)
- Антоніо Франческо Валенті † (помер 20 січня 1727 — 15 травня 1731)
- Жозеф-Домінік д'Інгвімбер, O.Cist. † (17 грудня 1731 — 25 травня 1735 призначений архієпископом, особистий титул, Карпентрас)
- Філіппо Карло Спада † (19 грудня 1738 — 22 січня 1742 призначений титулярним патріархом Александрії)
- Мікеле Марія Вінчентіні † (помер 25 травня 1742 — 6 липня 1754)
- Джорджіо Марія Ласкаріс, CR † (22 липня 1754 — 20 грудня 1762 призначений титулярним патріархом Єрусалиму)
- Сціпіоне Боргезе † (5 липня 1765 — 10 вересня 1770 призначений кардиналом-пресвітером Санта-Марія-Сопра Мінерва)
- Джованні Оттавіо Манчіфорте Спереллі † (17 червня 1771 — 11 грудня 1780 створений кардиналом)
- Фердинандо Марія Салуццо † (25 червня 1784 — 13 липня 1784 призначений титулярним архієпископом Карфагену)

## Пов'язані елементи
- Єпархія Каффа